# Stenocactus sulphureus
Stenocactus sulphureus ist eine Pflanzenart aus der Gattung Stenocactus in der Familie der Kakteengewächse (Cactaceae). Das Artepitheton sulphureus stammt aus dem Lateinischen, bedeutet ‚schwefelgelb‘.

## Beschreibung
Stenocactus sulphureus wächst einzeln mit fast kugelförmigen hellgrünen Trieben und erreicht Durchmesser von 7 bis 10 Zentimeter. Die 26 bis 40 dünnen Rippen sind gewellt. Der einzelne, abstehende Mitteldorn ist bis 5 Zentimeter lang. Die sieben bis acht pfriemlichen Randdornen sind bis 2,5 Millimeter lang und werden gräulich weiß.
Die trichterförmigen, schwefelgelben Blüten besitzen eine ausgeprägte Blütenröhre. Sie sind bis 2,5 Zentimeter lang und weisen Durchmesser von 3,8 Zentimeter auf. Die Früchte wurden bisher nicht beschrieben.

## Verbreitung, Systematik und Gefährdung
Stenocactus sulphureus ist im mexikanischen Bundesstaat Hidalgo verbreitet.
Die Erstbeschreibung als Echinocactus sulphureus erfolgte 1845 durch Albert Gottfried Dietrich. Helia Bravo Hollis stellte die Art 1982 in die Gattung Stenocactus. Ein weiteres nomenklatorisches Synonym ist Echinofossulocactus sulphureus (A.Dietr.) Y.Itô (1952).
In der Roten Liste gefährdeter Arten der IUCN wird die Art als „Data Deficient (DD)“, d. h. mit keinen ausreichenden Daten geführt.

## Nachweise